# Pachypodisma
Pachypodisma is een geslacht van rechtvleugeligen uit de familie veldsprinkhanen (Acrididae). De wetenschappelijke naam van dit geslacht is voor het eerst geldig gepubliceerd in 1932 door Dovnar-Zapolskij.

## Soorten
Het geslacht Pachypodisma omvat de volgende soorten:
- Pachypodisma crassa Mishchenko, 1950
- Pachypodisma lezgina Uvarov, 1917